# Tamara Taylor
Tamara Taylor (ur. 27 września 1970 w Toronto) – kanadyjska aktorka telewizyjna.

## Kariera
Grała m.in. rolę dr Camille Saroyan, szefowej Wydziału Medycyny Sądowej w serialu Kości. W serialu Kości zaczęła grać z początkiem drugiego sezonu. Na początku scenarzyści planowali zabicie postaci dr Camille Saroyan przez powracającego seryjnego mordercę, jednak zdecydowano, że zostanie ona w serialu na stałe jako jedna z głównych postaci.
Występowała także gościnnie w wielu serialach m.in. CSI: Kryminalne zagadki Miami, Agenci NCIS, Wzór

## Życie prywatne
Jej rodzice są Kanadyjczykami, a matka ma również szkockie korzenie. Taylor jest kuzynką Neve Campbell, aktorki znanej głównie z ról w serii filmów Krzyk. W 2007 roku Tamara wyszła za mąż za Milesa Cooleya, para rozwiodła się w marcu 2012 roku.

## Filmografia

### Filmy
| Rok  | Tytuł                                   | Rola               | Uwagi   |
| ---- | --------------------------------------- | ------------------ | ------- |
| 1998 | Zakręcony                               | Janice Tyson       |         |
| 1999 | Kariera Dorothy Dandridge               | Geri Nicholas      | film TV |
| 2005 | Z pamiętnika wściekłej żony             | Debrah Simmons     |         |
| 2005 | Serenity                                | Teacher            |         |
| 2007 | Gordon Glass                            | Karen              |         |
| 2011 | Shuffle                                 | Linda              |         |
| 2015 | Liga Sprawiedliwosci: Bogowie i potwory | Bekka/Wonder Woman | głos    |
| 2015 | Reluctant Nanny                         | Andrea Moore       | film TV |
| 2017 | Angus Falls                             | Mina               |         |

### Telewizja
| Rok       | Tytuł                         | Rola                       | Uwagi    |
| --------- | ----------------------------- | -------------------------- | -------- |
| 1996–1997 | Ich pięcioro                  | Grace Wilcox               | 16 odc.  |
| 1998      | Jezioro marzeń                | Laura Weston               | 2 odc.   |
| 2000      | City of Angels                | Dr. Ana Syphax             | 13 odc.  |
| 2002–2003 | Co się dzieje w Hidden Hills? | Sarah Timmerman            | 17 odc.  |
| 2005      | Zagubieni                     | Susan Lloyd                | 2 odc.   |
| 2005      | Sex, Love & Secrets           | Nina                       | 8 odc.   |
| 2005–2006 | Agenci NCIS                   | Special Agent Cassie Yates | 2 odc.   |
| 2006–2017 | Kości                         | Dr. Camille Saroyan        | 223 odc. |
| 2015      | Hunt the Truth                | Ilsa Zane                  | 3 odc.   |
| 2018      | Altered Carbon                | Oumou Prescott             | 5 odc.   |